# Julían Andrés Díaz
Julían Andrés Díaz (Medellín, Antioquia, Colombia, 21 de enero de 1989) es un exfutbolista colombiano. Jugó de defensa. 

## Trayectoria
Su primer club es el Atlético Nacional, en el cual jugó en las divisiones menores, y tuvo su debut profesional en febrero de 2008 contra Once Caldas.

## Clubes
| Club              | País     | Año       |
| ----------------- | -------- | --------- |
| Atlético Nacional | Colombia | 2008-2010 |